# Gráfelli
El Gráfelli és una muntanya de 856 metres, situada a l'Illa d'Eysturoy de les Fèroe. És el segon punt més alt de l'arxipèlag després del Slættaratindur (880). El Gráfelli és una de les deu muntanyes de les Illes Fèroe que superen els 800 metres d'altitud.
El Slættaratindur es troba just enfront del Gráfelli, al sud-oest. La depressió que separa les dues muntanyes, a 640 metres d'altitud, s'anomena Bláaberg.